# Andy Headen
Andy Headen (Asheboro, 8 de julho de 1960) é um ex-jogador profissional de futebol americano estadunidense. Ele foi campeão da temporada de 1986 da National Football League jogando pelo New York Giants.